# Ji Sung
Ji Sung (지성?, Ji SeongLR, Chi SǒngMR), pseudonimo di Kwak Tae-geun (곽태근?, Gwak Tae-geunLR, Kwak T’aegŭnMR; Seul, 27 febbraio 1977), è un attore sudcoreano.
Nel 1999, Kwak sostenne l'audizione per il drama KAIST e incontrò la sceneggiatrice Song Ji-na. Song si interessò a lui e inserì nella storia un nuovo personaggio da assegnargli, portando al suo debutto. Su suggerimento del suo manager, iniziò a usare il nome d'arte di Chae Ji-sung, ma poi decise di lasciar perdere il cognome "Chae" e divenne noto semplicemente come "Ji Sung". Nel 2003 iniziarono i casting del serial All In, ma la produzione aveva difficoltà a trovare il co-protagonista maschile poiché molti temevano il paragone con Lee Byung-hun. Ji Sung si presentò al regista Yoo Chul-yong affermando di volere la parte e questi accettò senza provinarlo. All In fu un successo e la popolarità di Ji Sung crebbe in Corea e in tutta l'Asia.

## Vita privata
Ji Sung ha frequentato la collega Park Sol-mi dal 2003 al 2006.
Nel 2004 incontrò Lee Bo-young sul set di Majimak chum-eun na-wa hamkke e iniziarono a uscire nel 2007. Il 2 agosto 2013 annunciarono il fidanzamento e si sposarono alla Aston House del W Seoul Walkerhill Hotel il 27 settembre successivo. Lee partorì la loro prima figlia, Kwak Ji-yoo, il 12 giugno 2015, e un figlio maschio, Kwak Bo-ah, il 5 febbraio 2019.

## Filmografia

### Cinema
- Hyeor-ui nu (혈의 누), regia di Kim Dae-seung (2005)
- Sukmyeong (숙명), regia di Kim Hae-gon (2008)
- My P.S. Partner (나의 P.S. 파트너), regia di Byun Sung-hyun (2012)
- Joh-eun chingudeul (좋은 친구들), regia di Lee Do-yun (2014)
- Myeongdang (명당), regia di Park Hee-gon (2018)

### Televisione
- Masinneun cheonghon (맛있는 청혼) – serie TV (2001)
- All In (올인) – serie TV (2003)
- Wang-ui yeoja (왕의 여자) – serie TV (2003-2004)
- Majimak chum-eun na-wa hamkke (마지막 춤은 나와 함께) – serie TV (2004-2005)
- Ddeollineun gaseum (떨리는 가슴) – serie TV (2005)
- New Heart (뉴하트) – serie TV (2007-2008)
- Tae-yang-eul samkyeora (태양을 삼켜라) – serie TV (2009)
- Kim Su-ro (김수로) – serie TV (2010)
- Royal Family (로열 패밀리) – serie TV (2011)
- Boseureul jikyeora (보스를 지켜라) – serie TV (2011)
- Daepungsu (대풍수) – serie TV (2013)
- Bimil (비밀) – serie TV (2013)
- Kill Me, Heal Me (킬미, 힐미) – serie TV, 20 episodi (2015)
- Ttanttara (딴따라) – serie TV (2016)
- Pigo-in (피고인) – serie TV (2017)
- Aneun Wife (아는 와이프?) – serie TV (2018)
- Uisa Yo-han (의사요한) – serie TV (2019)
- The Devil Judge (악마판사) – serie TV (2021)
- Adamas (아다마스) – serie TV (2022)